# Vorderreute (Oberstaufen)
Vorderreute (mundartlich: Voərdəritə, Rütə) ist ein Gemeindeteil der Marktgemeinde Oberstaufen im bayerisch-schwäbischen Landkreis Oberallgäu.

## Geographie
Das Dorf liegt circa 2,5 Kilometer nordwestlich des Hauptorts Oberstaufen. Südlich der Ortschaft verläuft die Queralpenstraße B 308. Nördlich von Hinterreute verläuft die Landkreisgrenze zu Iringshofen in der Gemeinde Stiefenhofen im Landkreis Lindau (Bodensee).

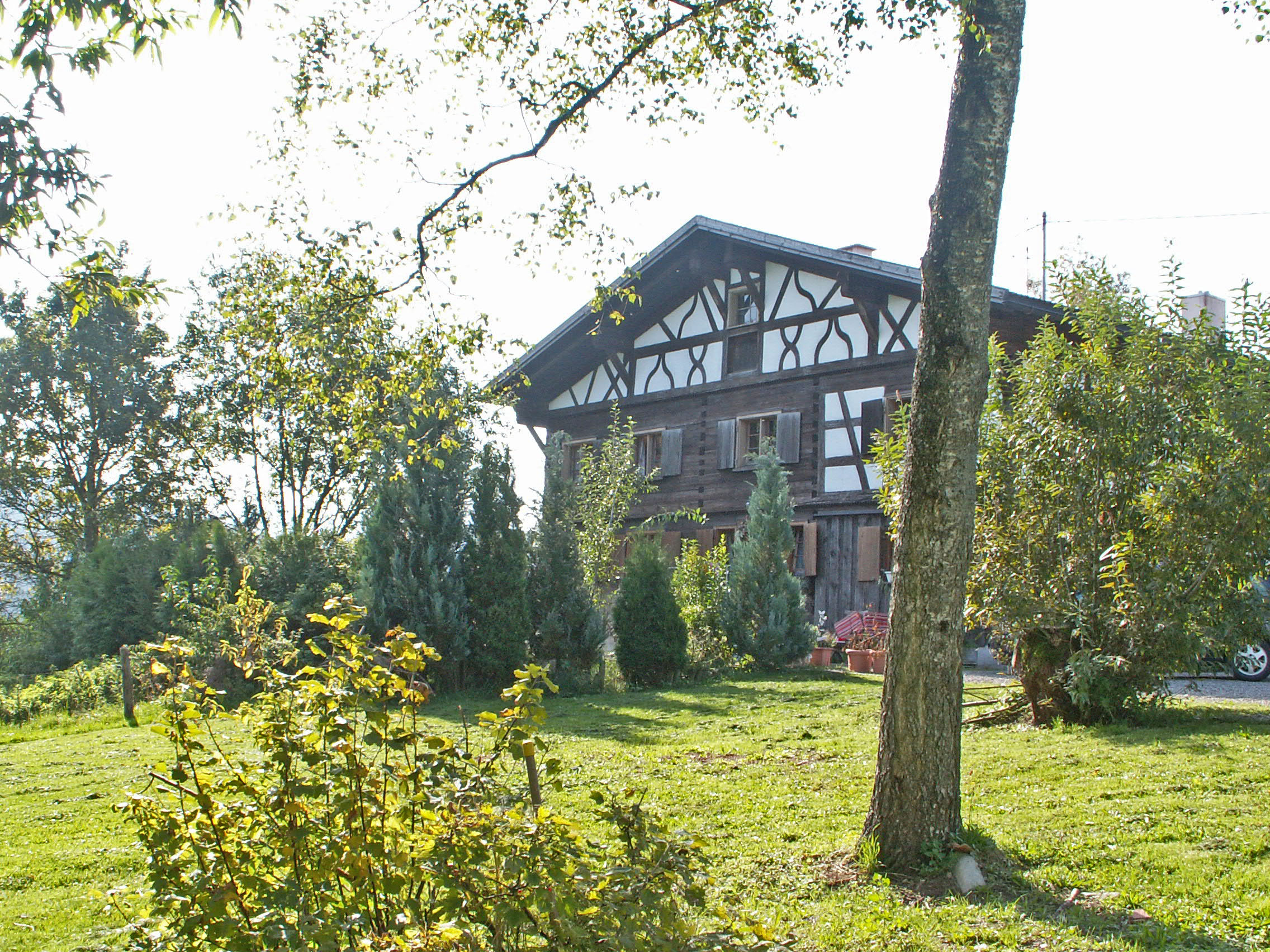
Baudenkmal in Vorderreute

## Ortsname
Der Ortsname stammt vom frühneuhochdeutschen Wort reuten für ein Land, das durch Roden urbar gemacht wurde und deutet somit auf eine Rodesiedlung hin. Der Präfix Vorder zur Unterscheidung von Hinterreute.

## Geschichte
1285 wurde die Burg Thurn nordöstlich von Vorderreute erstmals erwähnt. Vorderreute wurde erstmals urkundlich im Jahr 1450 als Rütin erwähnt. Die Bezeichnung Vorderreute kam erstmals 1486 mit zu der vorderen Rütin auf. 1884 wurde die heutige St. Anna Kapelle erbaut.

## Baudenkmäler
- Siehe: Liste der Baudenkmäler in Vorderreute